# Cime de Baus
La cime de Baus (ou cima del Baus en italien), culminant à 3 067 m, est un sommet des Alpes maritimes. Elle est située dans la haute vallée du Gesso en Italie.

## Géographie
La cime de Baus se situe dans le massif du Mercantour-Argentera sur la ligne de crête d'orientation nord-sud qui relie la cime de l'Argentera en Italie, à la cime Guilié, sur la frontière avec la France. Cette ligne de crête sépare les communes italiennes de Valdieri à l'ouest, et d'Entracque, à l'est. 
D'un point de vue géologique, la cime de Baus est principalement constituée de gneiss et de granite.

## Histoire
La première ascension a été réalisée par Tenente Cornaglia, en 1878, pour les besoins de l'Institut géographique militaire italien.

## Alpinisme
- Arête nord-ouest (cotée F) que l'on rejoint par le lac de Nasta et le col de la Culatta[5].

## Accès
- Refuge Remondino en Italie (CAI).

### Cartographie
- Carte no 112 au 1/25 000 de l'Istituto Geografico Centrale : « Valle Stura, Vinadio, Argentera »